# Kobiljača
Kobiljača is een plaats in de gemeente Pojezerje in de Kroatische provincie Dubrovnik-Neretva. De plaats telt 273 inwoners (2001).